# Prostheclina
Prostheclina là một chi nhện trong họ Salticidae.